# 歌川芳勝
歌川 芳勝 （うたがわ よしかつ、生没年不詳）とは、江戸時代の浮世絵師。

## 来歴
歌川国芳の門人。本姓は石渡、名は庄助または勇助。江戸の人。歌川の画姓を称し一秀斎、一勢斎と号す。幕府御用達の醤油商をしていたが、後にそれを廃業し国芳に入門する。作画期は弘化から安政にかけての頃で、作は合巻の挿絵や錦絵を残している。『俗曲挿絵本目録』（漆山天童編）によれば、所作事『八重九重花姿絵』（天保12年〈1841年〉上演）の長唄正本の挿絵を描いたという。また浄瑠璃をよくし清元千年太夫と称した。息子に歌川芳室がいる。

## 作品
- 『忠臣蔵』　合巻　※玉塵斎雪住編、刊行年不明
- 「大森彦七」　大判錦絵　※「一勢斎芳勝画」の落款
- 「頼朝公富士之御将図」　大判錦絵3枚続　江戸東京博物館所蔵　※「一勢斎芳勝画」の落款
- 「阿蘭陀新渡り大虎」　大判錦絵
- 「甲越武勇伝」　大判錦絵　山梨県立博物館所蔵　※「一秀斎芳勝画」の落款
- 「麹町十三丁目福寿院にて興行の虎」　大判錦絵
- 「開運源平振分寿語録」　大判錦絵　国立国会図書館所蔵　※「一勢斎芳勝画」の落款
- 「五体和合心臍之教訓」　大判錦絵2枚続